# DBNPA
DBNPA または 2,2-ジブロモ-3-ニトリロプロピオンアミド(2,2-dibromo-3-nitrilopropionamide)は、殺生物剤・殺菌剤の一つ。酸・アルカリのいずれの条件下でも容易に加水分解する。水に対して不安定で、条件によってアンモニア、臭化物イオン、ジブロモアセトニトリルおよびジブロモ酢酸に分解する。DBNPAは一般的なハロゲン殺生物剤と同様に作用する。
DBNPAは広い用途で用いられる。例えば、製紙において懸濁液や防腐剤として使われる。